# Ma Yize
Ma Yize (Lingua cinese: 馬依澤, Lingua cinese semplificata: 马依泽, ca. 910 - 1005) fu uno scienziato cinese musulmano di etnia Hui, attivo durante la dinastia Song. Fu responsabile dell'osservatorio astronomico.
Ai primi del X secolo, l'Imperatore cinese della dinastia Song incoraggiò il progresso degli studi astronomicie le discipline a essi collegati. Nel 961, l'Imperatore Taizu (r. 960-976) nominò responsabile dell'osservatorio statale.
Ma Yize assisté Wang Chuna nella compilazione di numerosi importanti lavori astrologici, incluso lo Yingtianli (Calendario dei Corrispondenti Cieli). Il suo impegno fu quello di provvedere all'osservazione e al calcolo delle costanti nei fenomeni celesti, adottando metodi della scienza astronomica islamica. I suoi risultati furono usati da Wang Chuna nella compilazione dello Yingtianli, che fu completato nel 963. Il calcolo - basato su un sistema settimanale di 7 giorni, simile a quello del calendario islamico - fu per la prima volta adottato in questo testo, che rappresentò l'evento più importante nella storia cinese per ciò che riguarda la metodologia calendariale.
Ma Yize potrebbe aver consultato vari lavori astronomici islamici, inclusi:
- Il Kitāb al-Zīj di al-Battani, ossia l'al-Zīj al-ṣābiʾ [Le Tavole astronomiche sabee][1]
- Il Kitāb matāli' al-burūj [Sull'ascensione dei simboli dello zodiaco]
- Il Kitāb aqdar al-ittiṣālāt [Sulle quantità delle applicazioni astrologiche]

È possibile che Ma sia quindi stato influenzato da al-Battānī e da al-Hamdānīi. 